# Soulèvement chiite de 1999 en Irak
Le soulèvement chiite de 1999 en Irak (arabe : انتفاضة العراق 1999 , romanisé :  intifāḍa al-ʿIrāq 1999 ) ou deuxième soulèvement de Sadr (انتفاضة الصدر intifāḍa ṣadara) fut une courte période de troubles en Irak au début de 1999 après le meurtre de Mohammad Sadeq al-Sadr par le gouvernement baasiste d'Irak de l'époque. Les protestations et les violences qui ont suivi ont été plus fortes dans les quartiers à forte concentration chiite de Bagdad, ainsi que dans les villes du sud à majorité chiite telles que Karbala, Nassiriyah, Kufa, Najaf et Bassorah.

## Arrière-plan
À mesure que son pouvoir grandissait, al-Sadr s’impliquait de plus en plus dans la politique après la guerre du Golfe et, tout au long des années 1990, il défiait ouvertement Saddam. Il a organisé les pauvres chiites de Sadr City , encore un autre surnom du quartier chiite de Bagdad, contre Saddam et le parti Baas. Sadr a gagné le soutien des chiites en s'adressant aux villages tribaux et en leur offrant des services que le régime de Hussein ne leur aurait pas autrement accordés. Saddam a commencé à réprimer les dirigeants chiites à la fin des années 1990 dans le but de reprendre le contrôle de l'Irak.
Quelque temps avant sa mort, al-Sadr a été informé de la patience limitée de Saddam à son égard. En guise de défi, al-Sadr a porté son linceul lors de son dernier sermon du vendredi pour montrer que les chiites ne seraient pas intimidés par l'oppression de Saddam et que Sadr prêcherait la vérité même si cela signifiait sa propre mort. Il a ensuite été tué en quittant la mosquée de la ville irakienne de Najaf avec deux de ses fils alors qu'ils traversaient la ville en voiture. Leur voiture a été prise dans une embuscade tendue par des hommes et ses deux fils ont été tués par balle tandis qu'il a été grièvement blessé. Il est décédé une heure plus tard à l'hôpital. Les chiites irakiens, ainsi que la plupart des observateurs internationaux, soupçonnaient le gouvernement baasiste irakien d'être impliqué, voire directement responsable, de leurs meurtres. Le gouvernement irakien a nié toute implication dans le meurtre et a rapidement jugé et exécuté trois tueurs présumés, même si l'un des suspects était apparemment en prison au moment de l'attaque contre al-Sadr.

## Soulèvement

### Saddam City 18-21
Après l'assassinat d'Al-Sadr, le gouvernement irakien a caché la nouvelle de la mort d'Al-Sadr pendant 24 heures, essayant de faire pression sur la famille pour qu'elle ne soit pas témoin d'une période de troubles et de protestations. Au cours de cette période, le gouvernement irakien a également exécuté l'adjoint d'al-Sadr et confisqué ses écrits et les vidéos de ses sermons. Ignorant la mort d'al-Sadr, les fidèles chiites sont arrivés à la mosquée Rassoul de Saddam City pour prier pour le rétablissement d'al-Sadr. Des soldats irakiens sont alors arrivés et ont ordonné aux fidèles de partir. Les soldats ont ensuite ouvert le feu lorsque les fidèles ont refusé de partir et ont commencé à scander des slogans anti-Saddam et à jeter des pierres, faisant environ 80 morts. À la suite de cette nouvelle, la nouvelle s'est répandue dans Saddam City selon laquelle al-Sadr avait été assassiné, entraînant des manifestations antigouvernementales massives.
Le gouvernement irakien a ensuite bouclé Saddam City et déployé la Garde républicaine pour réprimer les manifestations grandissantes. Au bout de 24 heures, les manifestations avaient été largement réprimées, faisant entre 27 et 100 morts. Les forces de sécurité irakiennes ont procédé à l'arrestation de représentants d'al-Sadr à Bagdad et dans tout le sud.

### Les troubles se propagent du 20 au 21
Des responsables du groupe d'opposition chiite, le Conseil suprême islamique d'Irak, ont commencé à accuser le gouvernement irakien d'être responsable de la mort d'al-Sadr le 20 février, qu'ils considèrent comme faisant partie d'un effort gouvernemental visant à détruire tous les groupes d'opposition chiites.
Bien que les manifestations à Saddam City aient été réprimées, de nouvelles manifestations ont commencé à éclater dans le sud de l'Irak à majorité chiite, avec 20 manifestants tués par les forces de sécurité le 21, et 250 autres arrêtés dans tout l'Irak. Les forces irakiennes ont également bombardé Nassiriya après que des manifestants locaux ont attaqué un bâtiment gouvernemental. Les forces de sécurité irakiennes ont également ouvert le feu sur des manifestants devant un sanctuaire chiite à 32 kilomètres de Nassiriya, tuant au moins cinq personnes, dont deux jeunes de 14 ans.

### Mars
Le 3 mars, Ammar al-Hakim , le chef du SCIRI, a annoncé avoir attaqué plusieurs bâtiments gouvernementaux à Karbala dans le cadre des opérations de vengeance pour l'assassinat d'al-Sadr. Les 9 et 10 mars ont été marqués par de nouveaux affrontements entre les forces de sécurité irakiennes et les combattants du CSII dans deux provinces du sud de l'Irak, le SCIRI rapportant que plus de 100 personnes ont été tuées dans les affrontements et que 8 chars gouvernementaux ont été détruits.

Les pires violences du soulèvement ont eu lieu dans la soirée du 17 mars à Bassorah, lorsque d'importants groupes armés de membres de l'opposition chiite ont attaqué plusieurs commissariats de police et bureaux du parti Baas irakien. Des articles de presse contemporains ont indiqué que les affrontements entre manifestants et forces de sécurité étaient dans certains cas particulièrement intenses, impliquant à la fois des unités blindées et de l'artillerie. Les groupes d'opposition ont même réussi à s'emparer et à occuper plusieurs commissariats de police et bureaux du parti Baas, qu'ils ont occupés jusqu'au matin du 18 mars, date à laquelle ils se sont retirés. Des témoins oculaires interrogés par Human Rights Watch ont affirmé que dans certains quartiers de Bassorah, les échanges de tirs se sont poursuivis pendant plus d'une heure, tandis que dans d'autres, des coups de feu ont été entendus toute la nuit. Les violences ont entraîné la mort de plusieurs membres des Fedayin Saddam, du parti Baas et d'autres services de sécurité. Plusieurs témoins ont déclaré à Human Rights Watch que les manifestants avaient attaqué et tué au moins 40 membres du parti Baas irakien.

### Avril
Plusieurs affrontements ont probablement eu lieu le 24 avril dans le sud de l'Irak entre les forces de sécurité irakiennes et des membres de l'opposition irakienne.

## Conséquences
Après le soulèvement étouffé, le gouvernement irakien a organisé une répression stricte contre les opposants potentiels. Le gouvernement irakien n’a jamais reconnu l’ampleur et l’étendue du soulèvement et n’a pratiquement pas rapporté de nouvelles à ce sujet.
Dans une rare reconnaissance de troubles intérieurs, le gouvernement irakien a admis le 15 mai 1999 qu'il y avait eu des troubles antigouvernementaux à Bassorah à la mi-mars. Le gouvernement irakien a cependant démenti les informations faisant état de massacres généralisés et a imputé les troubles aux infiltrés iraniens.

## Voir également
- Émeute de Koza